# Euphorbia tardieuana
Euphorbia tardieuana är en törelväxtart som beskrevs av Jacques Désiré Leandri. Euphorbia tardieuana ingår i släktet törlar, och familjen törelväxter. IUCN kategoriserar arten globalt som otillräckligt studerad. Inga underarter finns listade i Catalogue of Life.